# Північно-Уральський ВТТ
Північно-Уральський ВТТ (рос. Севураллаг) — структурна одиниця системи виправно-трудових таборів Народного комісаріату внутрішніх справ СРСР (ГУЛАГ НКВД). Організований 05.02.38; діючий на 01.01.60.

Дислокація: Свердловська область — м.Ірбіт та
Сєровський р-н, с. Сосьва.

## Виконувані роботи
- лісозаготівлі;
- буд-во целюлозного з-да спрощеного типу в р-ні м. Турінська (особливе будівництво № 3),
- буд-во Тавдинського гідролізного з-ду і Тавдинського комб. з вироблення дельта-деревини (з 16.11.40 по 17.04.41),
- буд-во двох вуглевипалювальних печей (для розвитку деревовугільної металургії Уралу),
- заготівля лижних болванок і виготовлення лиж, деревообробка, випуск шпал,
- меблеве, швейне і взуттєве виробництва,
- с/г роботи,
- буд-во Центр. рем.-мех. майстерень ГУЛЛП,
- обслуговування судоремонтних майстерень в Сосьвинській затоці, хутро. і рем.-мех. майстерень, автогаражів, паровозного депо і мотофлота,
- буд-во та обслуговування вузькоколійних залізниць,
- сплавні і вантажно-розвантажувальні роботи.

## Чисельність ув'язнених
- 1 квітня 1938 — 18 571
- 1 січня 1939 — 26 963
- 1 січня 1940 — 32 019
- 1 січня 1941 — 27 327,
- 1 січня 1942 — 33 757,
- 1 січня 1943 — 9054,
- 1 січня 1944 — 6133,
- 1 січня 1945 — 9500,
- 1 січня 1946 — 7498,
- 1 січня 1948 — 17 839,
- 1 січня 1950 — 18 362.